# Александр Бродовський
Александр Бродовський (пол. Aleksander Brodowski; 7 січня 1855, Здзеховіце — 19 листопада 1899, Швейцарія) — польський інженер залізниці, що працював у Бразилії.

## Біографія
Александр Бродовський навчався у вищій школі Цюриха, де зустрівся з Антоніо де Кейроз Теллес Фільо, сином бразильського промисловця і земельного власника барона Парнаіба. Завдяки його допомозі Бродовський вирушив до Бразилії і почав працювати на залізничній компанії Сан-Паулу, а пізніше на залізничній компанії Моджана, засновником якої був барон Парнаіба.

## Кар'єра
У лютому 1880 року Бродовський працював над будівництвом нових залізничних колій для Моджана в горах, що проходять через Серра де Калдас. 1887 року його було призначено інспектором кількох розділів цієї лінії, а в 1890 – генеральним інспектором усієї лінії Моджана. У1896 він залишив цю посаду й почав працювати вчителем у Політичному університеті Сан-Паулу.
12 липня 1892 одружився з сестрою Антоніо – Зенаїдою де Кейрос Теллес. Працюючи у важкому кліматі він захворів на туберкульоз. Через це, 1898 року, він був змушений покинути Бразилію й поїхати лікуватися до Швейцарії, де помер у 1899 році. Був похований у Сан-Паулу на цвинтарі Консоласан.

## Спадщина
На його честь було названо місто Бродовські, що розташоване неподалік від Рібейран-Прету в штаті Сан-Паулу, розвиток якого йшов завдяки залізничній лінії, що очолював Бродовський.
1894 року його ім'ям було названо залізничний вокзал, що знаходиться в штаті Сан-Паулу.